# Pinewood Toronto Studios

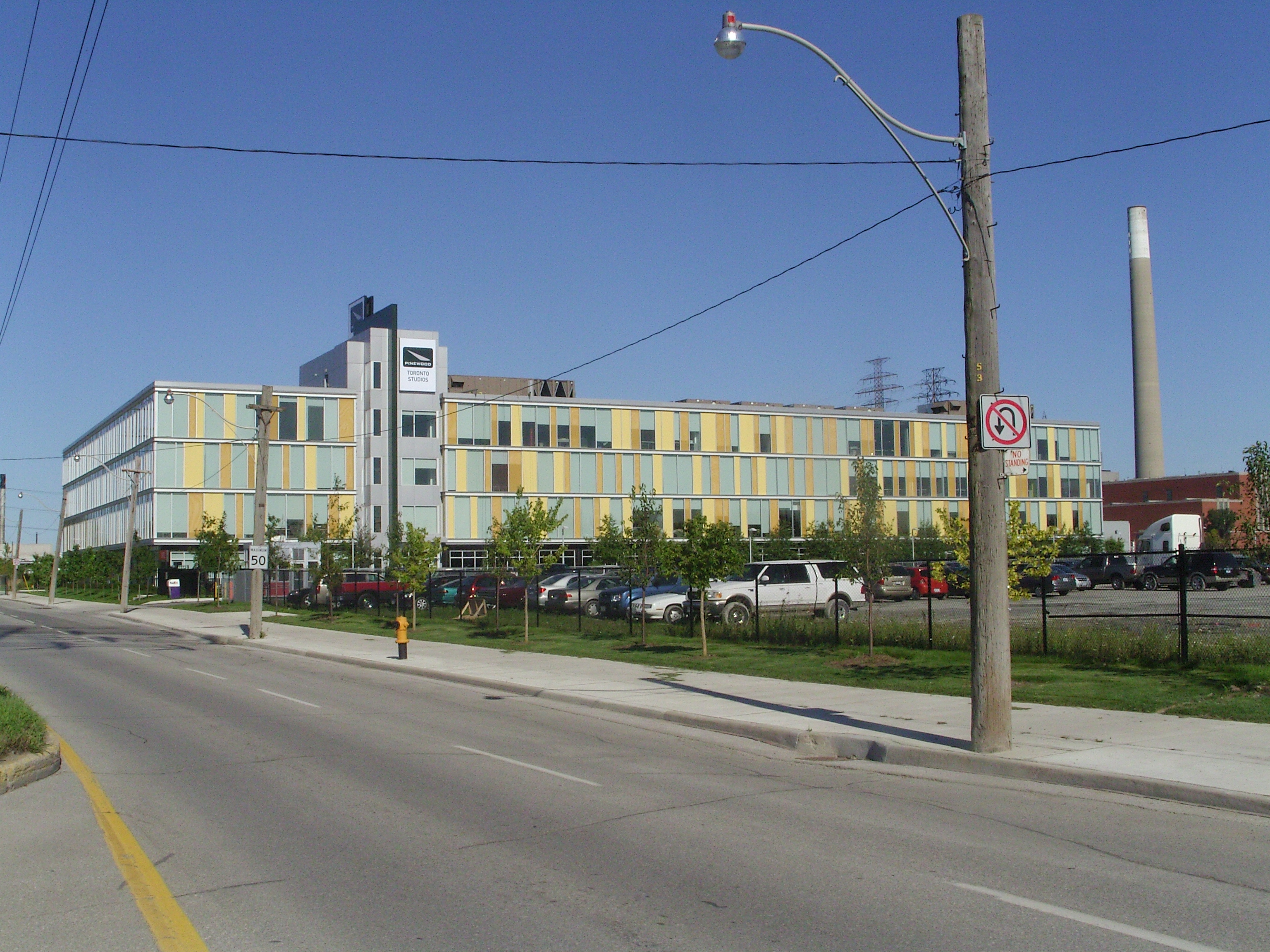
Vista exterior, en Commissioners Street

Los Pinewood Toronto Studios  son unos estudios de cine y televisión de Toronto, Ontario, Canadá y es el más grande de su clase en Canadá. Son los primeros estudios de Toronto capaces de albergar superproducciones de grandes películas. El estudio se llamó así por la compañía británica Pinewood Group Studios. En marzo de 2018 se anunció que Bell Media compraría una participación para controlar el estudio.
Está localizado en el canal de Hearn Generating Station a lo largo de Commissioners Street.

## Historia

### Construcción

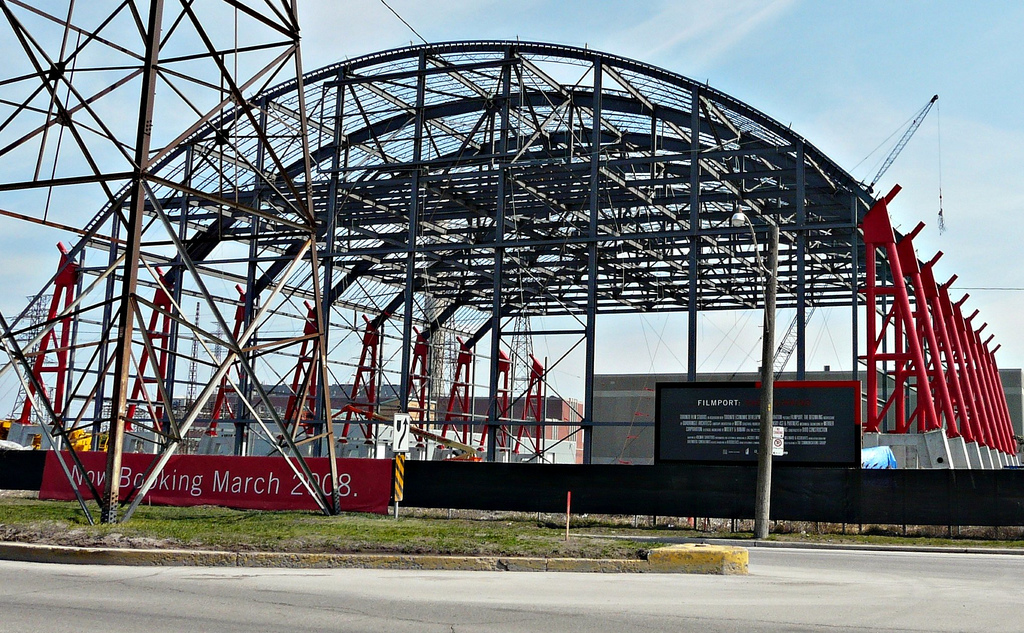
El «Mega Stage» en construcción en 2008

El proyecto abarcó 4,5 hectáreas (11 acres) de terreno en el área de Port Lands de Toronto, una antigua área industrial, que alberga varios estudios más pequeños. Port Lands fue originalmente propiedad de Imperial Oil, y requirió una limpieza considerable antes de ser reutilizado.
El inicio de la construcción del complejo comenzó en agosto de 2006 y la primera fase se inauguró el 20 de agosto de 2008.

### De Filmport a Pinewood Toronto Studios
En junio de 2009, el estudio firmó un acuerdo integral de ventas y marketing con Pinewood Studios Group, por lo que la instalación pasó a llamarse Pinewood Toronto Studios.
Pinewood Toronto Studios se construyó como una instalación «verde» con una serie de medidas medioambientales.

### Bell Media
En marzo de 2018, Bell Media llegó a un acuerdo con Pinewood Studios Group con sede en el Reino Unido, con la ciudad de Toronto y con varias compañías de holdings comprando una participación de control en el estudio. Como parte del acuerdo, Bell Media anunció que se construirían 15 800 m² (170 000 pies cuadrados) adicionales para estudios de sonido en Pinewood Toronto y así aliviar la escasez de espacio de producción en Toronto.

## Estudios e instalaciones
La parcela de 11 hectáreas cuenta con siete estudios de sonido especialmente diseñados y un almacén reconvertido, que van desde los 930 m² (10 000 pies cuadrados) hasta los 4300 m² (46 000 pies cuadrados) del estudio acústico más grande, llamado Mega Stage y es el estudio de sonido más grande de América del Norte. Las instalaciones están diseñadas para albergar la producción de cinco largometrajes simultáneos de tamaño medio, o dos grandes proyectos.
El complejo también alberga una variedad de espacios para oficinas y servicios auxiliares.

## Filmografía
- Battle of the Blades (CBC)
- Ex convictos (20th Century Fox Televisivo)
- Casino Jack (ATO Pictures)
- Chloe (Sony Pictures)
- Devil (Universal Pictures)
- Dream House (Universal Pictures)
- Happy Town (serie de televisión) (ABC)
- Scott Pilgrim vs. The World (Universal Pictures)
- Sundays at Tiffany's (Lifetime Television)
- Take This Waltz (Mongrel Media)
- The Thing (Universal Pictures)
- Total Recall (Columbia Pictures)[7]
- Kick-Ass 2 (Universal Pictures)
- Carrie
- Pacific Rim
- RoboCop
- Pixels
- Escuadrón suicida
- Debug (2014)
- Star Trek: Discovery[8]
- It
- Shazam![9]
- It (Secuela de 2019)
- Zombies 2 (Disney Channel)